# Арјеж
Аријеж (фр. Ariège) департман је у јужној Француској. Припада региону Југ—Пиринеји, а главни град департмана (префектура) је Фоа. Департман Аријеж је означен редним бројем 09. Његова површина износи 4.890 km². По подацима из 2010. године у департману Аријеж је живело 152.038 становника, а густина насељености је износила 31 становника по км².
Овај департман је административно подељен на:
- 3 округа
- 13 кантона и
- 327 општина.[2]

## Демографија
| 2011.   |
| ------- |
| 152.286 |